# Платонов, Михаил Леонидович
Михаи́л Леони́дович Плато́нов (11 [24] декабря 1913, село Нижне-Илимское, Иркутская губерния — 21 июля 1990, Иркутск) — советский математик, организатор науки и образования. Специалист в области комбинаторного анализа и его вероятностных приложений, основатель Иркутской комбинаторной школы. В историю комбинаторики вошёл кроме прочего именными понятиями полиномы Платонова и тождество Платонова. Организатор и первый заведующий лаборатории теоретических исследований Сибирского института земного магнетизма, ионосферы и распространения радиоволн Сибирского отделения Академии наук СССР и кафедры математической статистики и теории вероятностей Иркутского государственного университета.

## Биография
Михаил Платонов родился 11 (24) декабря 1913 года в селе Нижне-Илимском Иркутской губернии в семье учителей.
После окончания средней школы в 1929 году поступил в Киренский педагогический техникум, который окончил с отличием в 1931 году. С 1931 года до лета 1934-го работал в школе фабрично-заводского ученичества (ФЗУ) полиграфического производства в Якутске — сначала преподавателем математики и физики, затем заведующим учебной частью и — последние четыре месяца — заведующим.
Осенью 1934 года поступил на химический факультет Иркутского государственного университета (ИГУ). В январе 1937 года перешёл на физико-математический факультет ИГУ, который окончил с отличием весной 1940 года. Обучение в университете сочетал с общественной работой: избирался в окружную избирательную комиссию по выборам в Верховный Совет СССР, был руководителем спортивного общества «Наука» и внештатным корреспондентом ТАСС. Играл за волейбольную команду ИГУ, которая в июле 1939 года дошла до полуфинала первенства СССР. После окончания университета был оставлен в качестве ассистента при кафедре общей физики.
Осенью 1940 года был призван в Красную Армию; служил в Забайкальском военном округе. Совместно с сержантом Мыслиным разработал новый способ комплектования аппаратуры, что позволило на проверочных испытаниях в девять раз сократить норматив развёртывания установки связи. Участвовал в окружном слёте рационализаторов и одним из первых в Забайкальском военном округе был награждён знаком «Отличник РККА». Во время Второй мировой войны находился в составе подвижного штаба Забайкальского фронта.
После демобилизации в январе 1946 года вернулся в Иркутский государственный университет, где работал ассистентом сначала кафедры общей и экспериментальной физики, затем — высшей математики.
В октябре 1950 года на один год командирован в аспирантуру Математического института имени В. А. Стеклова АН СССР, где за короткий срок написал диссертацию на соискание учёной степени кандидата физико-математических наук на тему «О некоторых вопросах трансцендентности чисел» под руководством Александра Гельфонда. Диссертация была защищена 8 мая 1952 года на заседании Учёного совета Математического института имени В. А. Стеклова.
В 1951—1961 годах последовательно занимал должности старшего преподавателя кафедры высшей математики, доцента кафедры высшей математики, доцента кафедры математического анализа Иркутского государственного университета. Учёное звание доцента по кафедре математического анализа было присвоено Платонову в 1956 году.
В 1961 году перешёл в Академию наук СССР и работал с 1961 по 1963 год старшим научным сотрудником и с 1963 по 1970 год заведующим лабораторией теоретических исследований Сибирского института земного магнетизма, ионосферы и распространения радиоволн Сибирского отделения Академии наук СССР в Иркутске. Одновременно по персональному разрешению Министерства высшего и среднего специального образования СССР Платонов продолжал работать по совместительству доцентом кафедры математического анализа Иркутского государственного университета.
В 1970 году Михаил Платонов вернулся в Иркутский университет, где в 1970—1971 годах был доцентом кафедры математического анализа, в 1971—1989 годах — организатором и первым заведующим кафедрой математической статистики и теории вероятностей, в 1989—1990 годах — профессором этой же кафедры. Учёное звание профессора по кафедре математической статистики и теории вероятностей было присвоено Платонову в 1978 году.
Умер после тяжёлой болезни 21 июля 1990 года в Иркутске.

### Семья
- Отец — Леонид Семёнович Платонов, учитель[1].
- Мать — Пелагея Владимировна Платонова (урождённая Масюкова), учитель[1].

## Научная деятельность
Научные интересы Михаила Платонова включали различные области дискретной математики, теории вероятностей и геофизики. Им были получены результаты в теории чисел, комбинаторном анализе, теории дискретных распределений и приложениях теории вероятностей.
Платонов — автор более пятидесяти научных статей и трёх монографий. Международное признание получили результаты учёного в теории трансцедентных чисел. Михаил Платонов считается основателем Иркутской комбинаторной школы. По мнению нынешнего лидера Иркутской комбинаторной школы Олега Кузьмина, «в комбинаторике на все времена останутся „полиномы Платонова“ и „тождество Платонова“».

### Временны́е этапы
С начала 1950-х до начала 1960-х Платонов занимался некоторыми разделами теории чисел, где его основными результатами стали оценки приближения алгебраических иррациональностей отношениями логарифмов растущих натуральных чисел и изучением свойств множеств трансцендентных чисел вида {\displaystyle \xi ^{\eta }}, где {\displaystyle \xi } и {\displaystyle \eta } — трансцендентные числа.
С начала 1960-х до начала 1970-х годов Михаил Платонов работал в Сибирском институте земного магнетизма, ионосферы и распространения радиоволн Сибирского отделения Академии наук СССР над аналитическими и стохастическими моделями геофизики.
С начала 1960-х годов и до конца жизни Платонов занимался комбинаторным анализом и его приложениями.

### Комбинаторный анализ и его приложения
В 1975 году Михаил Платонов предложил общую схему построения комбинаторных чисел класса отображений, которая позволила выводить из неё предыдущие теории перечисления (в первую очередь, наиболее известные относительно общие подходы — теорию перечисления Пойи и перечисление на базе теневого исчисления Рота) как частные случаи.
Так, рассмотренный Пойа перечень множества классов эквивалентности, порождаемых симметрической группой подстановок, совпадает с обобщённым числом Стирлинга второго рода, построенным на соответствующей базе. Аналогично перечень множества классов эквивалентности, порождаемых любой другой группой, можно интерпретировать как комбинаторное число, построенное по общей схеме Платонова. Коэффициенты полиномов, базисных по отношению к дельта-операторам из теневой алгебры Роты, при соответствующем выборе их производящих функций также являются объектами, выводимыми по общей схеме Платонова.
В современных теоретических и прикладных исследованиях наиболее востребованными из всего спектра комбинаторных объектов, порождаемых общей схемой Платонова, стали введённые Платоновым обобщения чисел Стирлинга и Лаха и комбинаторные полиномы разбиений.
Сам Платонов с помощью разработанной им комбинаторной схемы решал задачи в различных областях дискретной математики, в том числе: свойства взвешенных конечных разностей и производных нецелых порядков; суммирование рядов и преобразования сумм типа свёртки; представления гипергеометрических функций и аппроксимации эмпирических функций; применение полиномов биномиального типа при решении перечислительных задач и изучение подстановок высших ступеней, порождаемых n-подстановками.
Среди актуальных задач теории чисел и комбинаторики Платонов занимался проблемой обращения линейных выражений и получения различного рода формул обращения — дискретных аналогов интегральных преобразований. Начинал он с формул обращения сумм, содержащих в качестве ядер биномиальные и мультиномиальные коэффициенты, затем построил обобщённые формулы обращения суммарных функций и, наконец, нашёл обращения линейных соотношений, содержащих обобщённые числа Стирлинга и Лаха.
Михаил Платонов ввёл понятие ротации, являющееся расширением представления о парах обратимых соотношений, и осуществил два обращения формулы Фаа-ди-Бруно с помощью специально им же построенных комбинаторных полиномов, названных после его смерти полиномами Платонова.
Главным интересом Платонова было развитие теории комбинаторных чисел класса отображений и поиск актуальных приложений своей схемы. Естественным образом он нашёл ей применение в теории вероятностей и математической статистике. Основным направлением исследований в этих областях математики стали комбинаторные числа и полиномы в моделях дискретных распределений.
Платоновым были получены рекуррентные формулы и другие соотношения не только для широко применяемых числовых характеристик вероятностных распределений — моментов, но и для менее известных, названных им квазимоментами. Он разработал схемы применения комбинаторных чисел в последовательном анализе и при последовательных испытаниях в статистически переменных условиях. Платоновым предложены комбинаторные способы описания и анализа некоторых неоднородных случайных процессов и схем развития популяций.

## Преподавательская деятельность и деятельность в области образования
Преподававший значительную часть жизни в Иркутском государственном университете Михаил Платонов считался «прекрасным педагогом, мысли излагал ясно, чётко, сжато». Платонов — автор двух учебных пособий для студентов высших учебных заведений: «Комбинаторные числа» (1980) и «Приложения комбинаторных чисел в теории вероятностей» (1982).
Талант Михаила Платонова как организатора науки и учебного процесса оценивается как «незаурядный». Он был организатором и первым заведующим лаборатории теоретических исследований Сибирского института земного магнетизма, ионосферы и распространения радиоволн Сибирского отделения Академии наук СССР и кафедры математической статистики и теории вероятностей Иркутского государственного университета. Несколько лет Платонов был заместителем (помощником) декана, а в период долговременной научной командировки Иосифа Парфиановича в 1956—1958 годах — исполняющим обязанности декана физико-математического факультета Иркутского университета.
Михаил Платонов подготовил семь кандидатов наук, чьи защиты диссертаций пришлись на три временны́х периода: 1971—1972 годы (две диссертации), 1984—1986 годы (три диссертации), 1989—1990 годы (две диссертации). При этом диссертации были распределены по разным областям наук: две — геофизика, одна — геология, две — теория вероятностей и математическая статистика, две — математическая кибернетика. Один из учеников Платонова стал доктором наук.

## Общественная и партийная деятельность
В 1982—1987 годах Михаил Платонов был заместителем председателя правления Иркутского областного отделения Сибирского математического общества.
В 1949—1951 годах Платонов избирался народным заседателем Народного суда Иркутска. Неоднократно избирался членом бюро головной группы народного контроля Иркутского государственного университета.
В 1953—1956 годах Михаил Платонов был секретарём партийного бюро Иркутского государственного университета, членом пленума Кировского районного комитета и Иркутского городского комитета, кандидатом в члены пленума Иркутского областного комитета Коммунистической партии Советского Союза.

## Увлечения
Увлекался шахматами и рыбалкой. В шахматы играл в силу второй категории (примерно соответствует первому разряду по современной классификации). О своём увлечении рыбалкой говорил, что получил в ней «звание „профессор“ гораздо раньше, чем в математике, правда, среди рыбаков зовут просто дядей Мишей».

## Награды
Удостоен ряда советских государственных наград, среди них:
- орден Отечественной войны II степени (23 декабря 1985 года; к 40-летию Победы в Великой Отечественной войне)[2][1];
- медали, в том числе:
  - медаль «За доблестный труд. В ознаменование 100-летия со дня рождения В. И. Ленина» (1970)[1];
  - медаль «За победу над Германией в Великой Отечественной войне 1941—1945 гг.»[1];
  - медаль «За победу над Японией»[1];
  - медаль «Ветеран труда»[1];
  - пять юбилейных медалей[1];
- знак «Отличник РККА»[1];
- знак «Отличный связист»[1];
- знак «Отличник высшей школы»[1].